# باله‌پولکی‌مانندها
باله‌پولکی‌مانندها (نام علمی: Similiparma) نام یک سرده از تیره شقایق‌ماهیان است.